# TRL Award come Italians Do It Better
Il TRL Award come Italians Do It Better è uno dei premi dei TRL Awards, che viene assegnato dalla prima edizione dell'evento del 2006, in cui viene premiato dal pubblico l'artista italiano preferito dell'anno appena conclusosi. Il nome della categoria nel susseguirsi degli anni ha avuto sempre la stessa denominazione, ma non è stata sempre presente tra la lista delle categorie votabili: le uniche edizioni in cui non compare sono quella del 2008 e del 2010.

## Anni 2000
| Anno | Vincitore       | Nominati                                                   |
| ---- | --------------- | ---------------------------------------------------------- |
| 2006 | Negramaro       | - Cesare Cremonini - Gemelli Diversi - Nek - Laura Pausini |
| 2007 | Finley          | - Tiziano Ferro - J-Ax - Laura Pausini - Zero Assoluto     |
| 2009 | Gemelli Diversi | - Giusy Ferreri - J-Ax - Max Pezzali - Nek                 |

## Anni 2010
| Anno | Vincitore    | Nominati |
| ---- | ------------ | --- |
| 2011 | Modà         | - Biagio Antonacci - Carmen Consoli - Club Dogo - Gianluca Grignani - Malika Ayane - Max Pezzali - Nek - Nina Zilli - Zero Assoluto |
| 2012 | Emma Marrone | - Dolcenera - Giorgia - J-Ax - Marracash                                                                                            |